# Carl Bock
För den tyska läkaren, se Carl Ernst Bock.

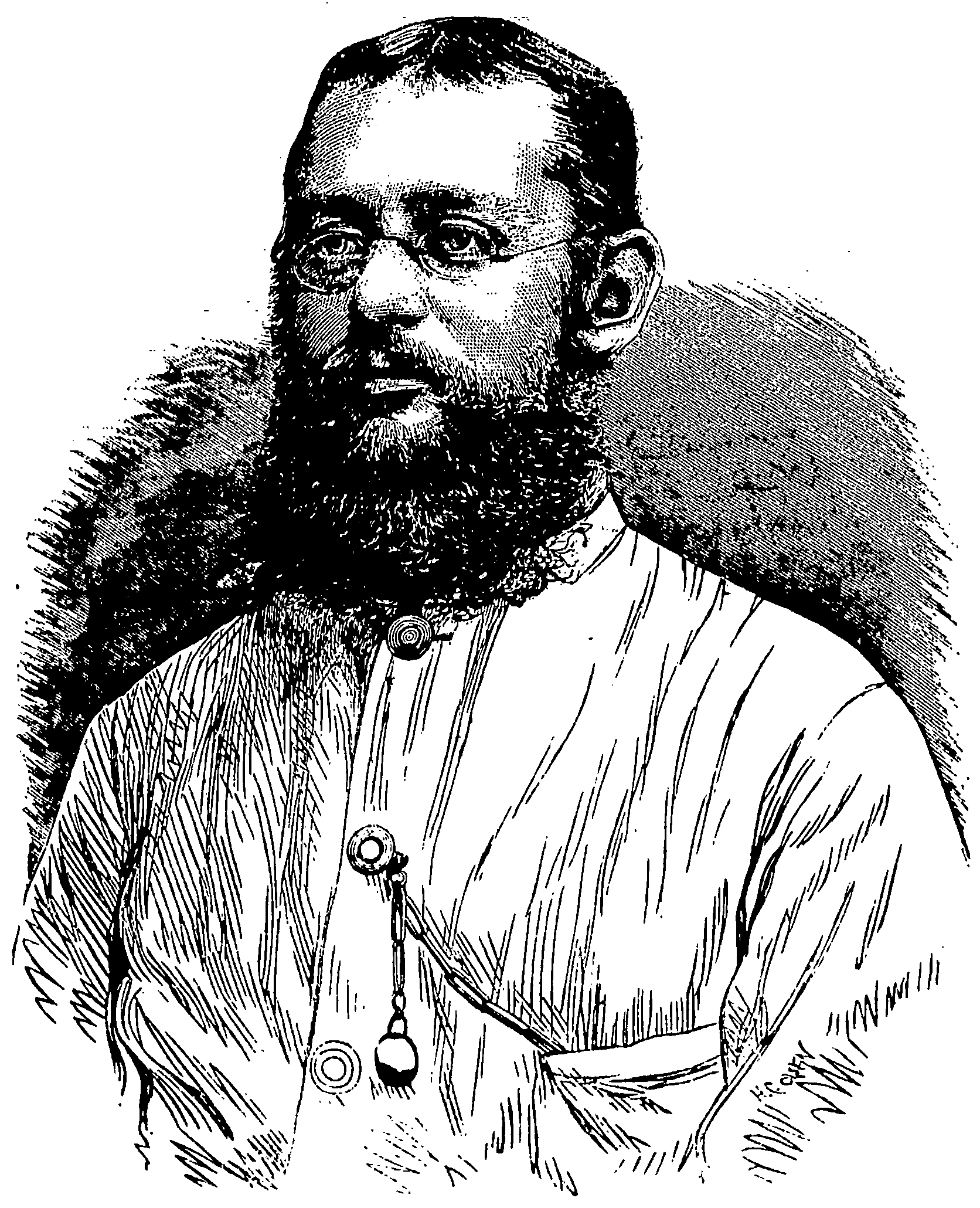
Carl Bock, teckning från Verdens Gang, 1882.

Carl Alfred Bock, född den 17 september 1849 i Köpenhamn, död den 10 augusti 1932, var en norsk naturforskare och upptäcktsresande.
Bock kom 1868 till England, där han studerade naturvetenskap, och fick anställning hos svensk-norske konsuln i Grimsby. År 1875 flyttade han till London, varifrån han med understöd av markisen av Tweeddale reste till Sydostasiens stora öar för att studera deras fauna. Han uppehöll sig först i västra delen av Sumatra, men åkte sedan till Borneo, ställd i spetsen för en av nederländsk-indiske generalguvernören van Lansberge utrustad expedition till det inre av denna ö. Han följde Mahakamfloden från dess mynning, på östkusten, uppåt och lyckades under en tid av fem månader utforska en stor del av det dittills okända inre av Borneo och komma ut vid Banjarmasin på sydkusten.
Våren 1881 anträdde han en upptäcktsresa till det som idag är Thailand och Laos, där han understöddes av konungen av Siam, som ställde först en flodångare, senare kanoter, elefanter och följe till hans disposition. Resan varade sju månader och gick genom dittills obetydlig kända trakter. Från 1883 uppehöll sig Bock i Norge, men mottog 1886 anställning som svensk-norsk vicekonsul i Shanghai och blev 1893 generalkonsul där. Ett av de första saker han fick ta itu med som generalkonsul var att förhandla med de kinesiska myndigheterna om morden på två svenska missionärer i Hubei-provinsen. 1899 tog han avsked från denna befattning.
Av hans hemförda samlingar av etnografiska föremål har största delen förenats med samlingar i London, en del kommit till etnografiska museet i Oslo. Sina resor har han skildrat i The headhunters of Borneo (1881; "Hufvudjägarne på Borneo", 1884) och Temples and elephants (1884; "Tempel och elefanter", 1885), vilka arbeten även översatts till norska, tyska och holländska. Dessutom har han utgivit Orientalske eventyr (1885), med illustrationer efter teckningar av japanska konstnärer.